# Paradisblomster
Paradisblomster (Cleome spinosa) är en växt hemmahörande i Argentina och Brasilien. Blommorna är vita, rosa lila och har säregna drag. Den har klibbiga och håriga stjälkar. Bladen är små och fingerade.

### Fotnoter
1. ↑  Tingdal,B:"Sommarblommor och lökväxter",Semic AB,1995,sid.18.